# Daniel Rosenberger
Daniel Rosenberger (5 de abril de 1972) es un deportista alemán que compitió en remo. Ganó una medalla de oro en el Campeonato Mundial de Remo de 1998, en la prueba de ocho con timonel ligero.

## Palmarés internacional
| Campeonato Mundial | Campeonato Mundial | Campeonato Mundial | Campeonato Mundial      |
| Año                | Lugar              | Medalla            | Prueba                  |
| ------------------ | ------------------ | ------------------ | ----------------------- |
| 1998               | Colonia (Alemania) | Medalla de oro     | Ocho con timonel ligero |